# Васланд-Беверен
Ва́сланд-Бе́верен (на нидерландски: KVRS Waasland – SK Beveren), е белгийски футболен клуб от град Беверен, провинция Лимбург. Създаден е през 1936 г. под името „Нюкеркен/Вас“, през 2002 е преименуван на „Васланд“. През 2010 се обединява с Беверен, и получава сегашното си име. Домакинските си мачове играе на стадион „Фритхиел“, с вместимост 13 290 зрители. През сезон 2011/12 „Васланд-Беверен“ заема второ място в Втора дивизия, и през сезон 2012/13 дебютира в Белгийска Про Лига.

## Предишни имена
- 1936 – 1944 – Нюкеркен/Вас
- 1944 – 2002 – Хасдонк
- 2002 – 2010 – Васланд
- 2010— Васланд-Беверен

## Успехи
Белгийска втора лига
- Вицешампион (1): 2011/12